# أحمد القنع
أحمد صالح القنع سياسي يمني هو وزير الدولة لشؤون مخرجات الحوار والمصالحة الوطنية في حكومة الإنقاذ الوطني برئاسة عبد العزيز بن حبتور التابعة للمجلس السياسي الأعلى في سلطة صنعاء منذ 10 نوفمبر 2018.